# Gonaye
Gonaye (ou Goney) est une localité du Cameroun située dans le département du Mayo-Kani et la Région de l'Extrême-Nord. Elle fait partie de la commune de Moulvoudaye et du canton de Moulvoudaye rural. 

## Population
En 1976 Gonaye comptait 229 habitants, des Toupouri. Gonaye Gatchou en comptait 22, également des Toupouri.
Lors du recensement de 2005, 822 personnes y ont été dénombrées.